# Sundstjärnen, Värmland
Sundstjärnen är en sjö i Filipstads kommun i Värmland och ingår i Göta älvs huvudavrinningsområde. Sundstjärnen ligger i Brattforsheden Natura 2000-område.